# Vétraz-Monthoux
Vétraz-Monthoux – miejscowość i gmina we Francji, w regionie Owernia-Rodan-Alpy, w departamencie Górna Sabaudia.
Według danych na rok 1990 gminę zamieszkiwało 4311 osób, a gęstość zaludnienia wynosiła 606 osób/km² (wśród 2880 gmin regionu Rodan-Alpy Vétraz-Monthoux plasuje się na 197. miejscu pod względem liczby ludności, natomiast pod względem powierzchni na miejscu 1350.).